# Garnier Ier de Traînel
Garnier Ier de Traînel (né vers 1055, † après 1110), dit l'Ancien est seigneur de Traînel et de Pont-sur-Seine, en Champagne, à la fin du XIe siècle et au début du XIIe siècle. Il est le fils de Pons Ier de Traînel, seigneur de Traînel, et de Mélisende Caravicina de Monthléry.

## Biographie
En 1095, alors que le pape Urbain II invite l'évêque d'Arras Lambert de Guînes à se rendre au Concile de Clermont, Garnier le fait arrêter pendant son voyage avec toute sa suite et ses bagages, et le fait retenir dans les environs d'Auxerre. Alors que le pape lui envoie une lettre ordonnant de le libérer et le menaçant d'excommunication tout en demandant à Richer, archevêque de Sens, de fulminer la sentence, l'évêque de Troyes, Philippe, frère de Garnier, aussitôt prévenu, lui adresse de sérieuses remontrances et le somme de le délivrer. Garnier finit par demander pardon à Lambert puis le libère,.
Entre 1104 et 1108, il accompagne le comte de Champagne Hugues en croisade en terre sainte. Pendant ce temps, il laisse ses terres de Traînel et de Pont sous la direction de son fils aîné Pons.
Avant 1110, l'évêque de Troyes, Philippe, frère de Garnier, lui retire l'église de Planty pour la remettre à l'abbaye de Molesme, conformément à la volonté du pape qui ne voulait pas qu'un particulier possède un lieu de culte, ce que Garnier n'a manifestement pas voulu réaliser de son plein gré.
En 1110, il fonde le prieuré de Saint-Hilaire et fait notifier cet acte par son frère Philippe, évêque de Troyes.
À sa mort, c'est son deuxième fils, Anseau, qui lui succède, son fils aîné Pons étant devenu moine probablement pour expier ses fautes.

## Mariage et enfants
Il épouse probablement un prénommée Adélaïde, sœur d'un certain Arnaud, mais dont le nom de famille est inconnu, dont il a au moins trois enfants :
- Pons de Traînel, qui devient moine, probablement pour expier ses fautes ;
- Anseau de Traînel, qui succède à son père ;
- Garin de Traînel, qui devient seigneur de Venizy.

## Confusion historique
Plusieurs historiens du XIXe siècle ont pensé que le successeur de Pons Ier de Traînel était Anseau et que Garnier aurait été un fils cadet héritant de la seigneurie de Pont-sur-Seine,, car un Anseau était désigné comme fils aîné de Pons dans une de ses chartes. Toutefois, cela est impossible car Anseau serait alors né vers 1055 et encore vivant en 1146 avec deux fils encore en âge partir pour les croisades. En effet, le troisième fils de Pons, Philippe, dit également Milon, devient évêque de Troyes en 1081 et doit avoir au minimum une vingtaine d'années (il sera évêque pendant quarante ans). L'historien Edouard de Saint Phalle émet l'hypothèse qu'il serait né vers 1058 et que ses parents se seraient mariés vers 1055. Il s'agit donc très probablement de deux Anseau différents, le premier étant probablement mort jeune.
C'est donc Garnier, le deuxième fils de Pons, qui lui succède, car c'est lui et non pas Anseau qui est attesté comme seigneur de Traînel et de Pont dans une charte de 1095.